# Мериголд (Мисисипи)
Мериголд (енгл. Merigold) град је у америчкој савезној држави Мисисипи.

## Демографија
По попису из 2010. године број становника је 439, што је 225 (-33,9%) становника мање него 2000. године.
| Група             | 2000.       | 2010.       |
| Белци             | 283 (42,6%) | 182 (41,5%) |
| Афроамериканци    | 378 (56,9%) | 221 (50,3%) |
| Азијати           | 1 (0,2%)    | 11 (2,5%)   |
| Хиспаноамериканци | 5 (0,8%)    | 17 (3,9%)   |
| Укупно            | 664         | 439         |